# 都昆蟲
都昆虫（學名：Tokummia Katalepsis），是伯吉斯页岩中的一種古代节肢动物，生長於距今5.08億年前寒武紀烏溜期的熱帶海洋，其化石出土於加拿大不列颠哥伦比亚省大理石峡谷的一處采石场，於2017年由中國科學院南京地質古生物研究所的研究員塞德里克·阿里亚（Cédric Aria）描述發表，學名Tokummia得名自當地的的溪流都昆溪（Tokumm Creek），種小名則來自希臘文的「抓取」，正模標本現藏於皇家安大略博物館。

## 外形
都昆虫可能為底棲生物，體長約10公分，是當時體型最大的掠食者之一，其身體由超過50個節組成，覆有一片分為兩瓣的大型頭胸甲，每一體節均有一對附肢，包括一對觸角、與現生有颚亚门類群相似的顎足（maxillipeds）與大型鋸齒狀的大顎（mandibles），且其附肢的基節（basipod）具有至少五片突起的內葉（endites）。阿里亚認為其大顎應不足以攻擊具有硬殼的動物，而是用於捕食海底較軟的獵物。

## 演化
都昆虫可能與鰓蝦蟲、加拿大蟲與奥代雷虫等其他伯吉斯页岩出土的化石共同組成一演化支，為有颚亚门較早分支的類群，這些類群的附肢基節皆具有多個內葉，顯示基節進一步的分支可能是有颚亚门演化上早期即出現的特徵。

## 註腳
1. ↑  包括多足類、甲殼類與昆蟲等類群。